# Шультес, Юлиус Герман
Юлиус Герман Шультес (нем. Julius Hermann Schultes, 4 февраля 1804 — 1 сентября 1840) — австрийский ботаник, натуралист (естествоиспытатель) и врач.

## Биография
Юлиус Герман Шультес родился в Вене 4 февраля 1804 года. Он был крещён 5 февраля 1804 года. 
Вскоре после того как Юлиус Герман получил первое начальное образование, его отец Йозеф Август Шультес (1773—1831) проинструктировал его в области ботаники, научил его не только тому, как собирать растения, упорядочивать их и различать, но и показал ему развитие живущих растений от семени до плода. Таким образом, Юлиус Герман ещё в детстве получил основные ботанические знания, и в возрасте десяти лет он уже знал до 6000 растений. Одновременно с этим отец обучал Юлиуса Германа евклидовой геометрии. Юлиус Герман внёс значительный вклад в ботанику, описав множество видов семенных растений.
Юлиус Герман Шультес умер в Мюнхене 1 сентября 1840 года. 

## Научная деятельность
Юлиус Герман Шультес специализировался на семенных растениях.  

## Научные работы
- Zusammen mit seinem Vater Joseph August Schultes: Mantissa … systematis vegetabilium Caroli a Linné …. 1827 (Bd. 3).